# الاتحاد للديمقراطية والتضامن الوطني
الاتحاد للديمقراطية والتضامن الوطني (بالفرنسية: Union pour la Démocratie et la Solidarité Nationale)‏ هو حزب سياسي معارض في بنين.
كان رئيس الحزب، ساكا لافيا، مرشحًا في الانتخابات الرئاسية في مارس 2001، وحصل على 1.20٪ من الأصوات في المركز الخامس.  كان جزءًا من تحالف النجمة الذي خاض انتخابات 1999 و2003 البرلمانية. في الانتخابات البرلمانية في بنين 2003، فاز التحالف بثلاثة مقاعد من أصل 83 مقعدًا.